# 埃比蔡姆
埃比蔡姆（法語：Herbitzheim，法語發音：[ɛʁbitsaim]；莱茵法兰克语：Herzum）是法国下莱茵省的一个市镇，属于萨韦尔讷区。

## 地名
由于语源问题，该地名“Herbitzheim”拼读方式不符合法语正字法，其标准发音为[ɛʁbitsaim]，根据实际发音其应译作“埃比蔡姆”，《世界地名翻译大辞典》与《世界地名译名词典》将其误译作“埃比泽姆”。

## 地理
埃比蔡姆（49°0'53"N, 7°5'3"E）面积21.73 平方千米，位于法国大東部大區下莱茵省，该省份为法国大陆部分最东部的省份，是阿尔萨斯的一部分，今与上莱茵省组成了阿尔萨斯欧洲集体，其南至上莱茵省，西南接孚日省和默尔特-摩泽尔省，西接摩泽尔省，北与德国接壤。
与埃比蔡姆接壤的市镇（或旧市镇、城区）包括：安巴赫、卡劳森、萨拉尔布、维勒瓦尔德、维特兰、凯斯卡斯泰勒、厄尔明根、锡尔蔡姆。
埃比蔡姆的时区为UTC+01:00、UTC+02:00（夏令时）。

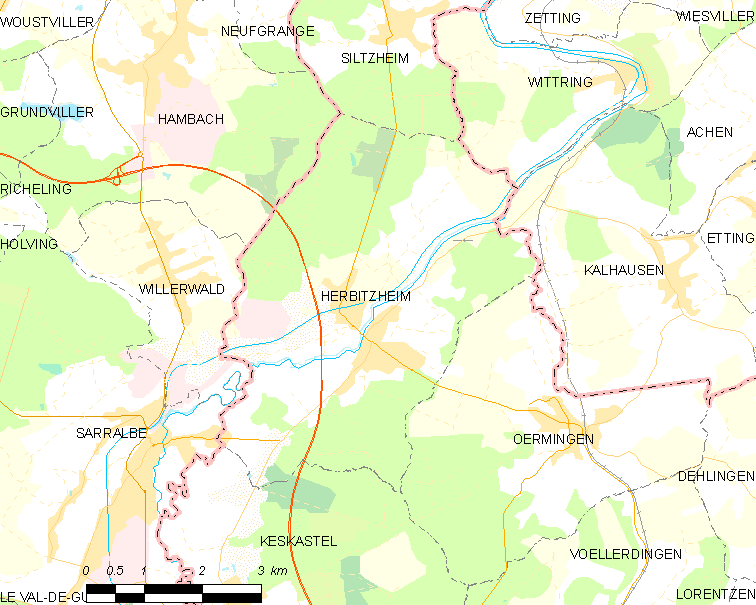
埃比蔡姆的OSM定位图

## 行政
埃比蔡姆的邮政编码为67260，INSEE市镇编码为67191。

## 政治
埃比蔡姆所属的省级选区为英维莱尔县。

## 人口

1962-2008年间埃比蔡姆人口变化图示

埃比蔡姆于2022年1月1日时的人口数量为1835人。